# Dobór par do przeszczepienia krzyżowego
Dobór par do przeszczepienia krzyżowego – sposób wyboru dawcy organów. Dotyczy przeszczepów między osobami niespokrewnionymi.
O doborze pary decydują:
1. Zgodność grupy krwi.
2. Brak przeciwciał DSA (Donor Specific Antibody) u potencjalnego biorcy wobec antygenów HLA dawcy. W ramach postępowania u dawcy i biorcy oznacza się antygeny zgodności tkankowej HLA. Wykonuje się też wirtualny crossmatch (biologiczna próba krzyżowa), aby wykryć obecność i ocenić aktywność przeciwciał biorcy wobec antygenów dawcy.
3. Ujemny wynik próby krzyżowej. Próby wykonywane są bezpośrednio przed zabiegami pobrania i przeszczepienia nerek.
4. Punktacja stosowana przy alokocji nerek od dawców zmarłych. Spełnienie jest podstawą akceptacji wykonania zabiegu w ramach Programu Wymiany Par.